# Далтон, Энди
Эндрю Грегори Далтон (англ. Andrew Gregory Dalton, род. 29 октября 1987 года) — американский профессиональный игрок в американский футбол, выступающий на позиции квотербека в клубе Национальной футбольной лиги «Чикаго Беарз». На студенческом уровне играл за команду Техасского христианского университета. В своём последнем матче за университетскую команду Далтон привёл «ТСЮ Хорнед Фрогс» к победе над «Висконсин Бэджерс» в Роуз Боуле 2011 года. Он также установил рекорд учебного заведения по победам и многим другим статистическим категориям.
Далтон был выбран на драфте НФЛ 2011 года во втором раунде под общим 35 номером клубом «Цинциннати Бенгалс», с которым подписал четырёхлетний контракт на сумму 5,2 млн долларов. Вместе с ещё одним новичком клуба ресивером Эй Джей Грином эта пара стала одной из самых результативных в чемпионате, а также побили рекорды НФЛ для новичков по количеству успешных пасов и ярдов, даже несмотря на то, что их команда не принимала участие в плей-офф.
Далтон является одним из пяти квотербеков в истории НФЛ, бросавших более 3000 ярдов в первых трёх сезонах (кроме него это достижение покорилось Кэму Ньютону, Пейтону Мэнингу, Эндрю Лаку и Расселлу Уилсону), а также одним из пяти, сделавших не менее 20 пасовых тачдаунов в первых трёх сезонах. Он четыре раза подряд выводил «Бенгалс» в игры плей-офф, а также ему принадлежат рекорды клуба по количеству пасовых ярдов и тачдаунов за один сезон.

## Личная жизнь
В июле 2011 года Далтон женился на Джордан Джонс. В июне 2014 года у пары родился сын Ноа, а в марте 2017 года — второй сын. Супруги также основали благотворительный фонд для помощи нуждающимся детям и их семьям в Цинциннати и его окрестностях.
Далтон — христианин. Свою веру он так описывает: «Не так уж многим людям выпадает шанс поиграть в НФЛ. Начать играть — начать играть ещё в статусе новичка — Я чувствую себя благословлённым. Так много должно было совпасть, что оказаться там, где я сейчас. Я ежедневно благодарю Бога». Своей любимой цитатой из Библии он называет 1 Peter 5:6.